# Amin Maalouf
Amin Maalouf (Bejrut, 25. veljače 1949.) libanonski je romanopisac i esejist, koji živi i radi u Francuskoj. Dobitnik je nagrade Prix Goncourt za roman Stijena Tanios. Uglavnom se bavi odnosima između kršćanskog i islamskog svijeta. Piše na francuskom jeziku.

## Biografija
Rođen je kao drugo od četvero djece od obitelji koja je potjecala iz planinskog sela Ain el Kabou. S obzirom na to da se Maaloufova književna djela ponajviše bave tematikom religije kao svojstvom identiteta, valja spomenuti religijsku pripadnost Maaloufovih predaka. Njegovi preci su bili rimokatolici, grkokatolici, pravoslavci, no također i ateisti i masoni. Preobratili su se na protestantizam u 19. stoljeću. Otac mu je bio grkokatolik, a majka Maronitkinja. Prve godine svoga djetinjstva, Maalouf je proveo u Egiptu. Nakon Egipta, Maalouf je zajedno sa svojom obitelji preselio u Bejrut. Njegov otac je bio priznat novinar u Libanonu. Što se tiče formalno naobrazbe, Maalouf je pohađao francusku jezuitsku školu, te studirao sociologiju na Francuskom Sveučilištu u Bejrutu. Za vrijeme studentskih dana, upoznao je svoju suprugu Andreeu, koje je i oženio 1971.g. Nakon Libanonskog građanskog rata 1975., preselio se u Pariz, u kojem i danas živi i radi.
Upravo u tom razdoblju nastala su njegova prva književna djela, no njihova objava uslijedila je tek kasnije.

## Inspiracija
Kao svoj najveći izvor inspiracije, i najveći utjecaj na svoja sjela, Maalouf u intervjuu za PEN International  navodi svoje podrijetlo i iskustvo emigriranja iz domovine. Većina njegovih djela bavi se upravo tom problematikom. Također, velike teme njegovih djela su pojam identiteta, religija, opozicija Zapad i Arapski svijet itd.

## Djela na hrvatskom jeziku
- Lav afrički (roman, August Cesarec, Zagreb, 1990.)
- U ime identiteta - Nasilje i potreba za pripadnošću (eseji, Ptolomej, Zagreb, 2002.)
- Kršćanski barbari u Svetoj zemlji (eseji, Izvori, Zagreb, 2002.)
- Baldassarova odiseja (roman, Mozaik knjiga, Zagreb, 2005.)

## Ostala poznatija djela
- Samarcande (1988.)
- Le premier siècle après Béatrice (1992.)
- Le Rocher de Tanios  (1993.)
- Le Périple de Baldassare (2000.)

## Nagrade i priznanja
Uz već spomenuta priznanja, Maalouf je za svoja književna djela osvoji i sljedeće nagrade:
- Nagrada francusko-arapskog prijateljstva, te nagradu "France-Liban" za djelo "Lav Afrički" (Léon l‘Africain) 1986. ;
- Nagrada "Le Prix des Maisons de la Presse" za djelo Samarcande 1988.
- Nagrada "Jacques Audiberti-ville d‘Antibes" za djelo Baldassarova odiseja (Le Périple de Baldassare)
- Nagrada "Le Prix Méditerranée" za djelo Origines 2004.
- Nagrada "Princ od Asturije", 2011.
- Nagrada "Le Prix du public de l‘Algue d‘Or" (Saint-Briac-sur-Mer) za djelo Les Désorientés 2013.

## Vanjske poveznice
- Službena stranica (fr.)
- Blog  Arhivirana inačica izvorne stranice od 28. lipnja 2011. (Wayback Machine) (fr.)